# Terapia resynchronizująca

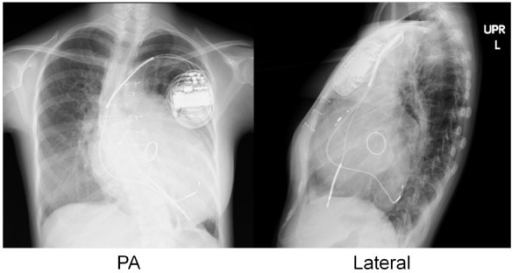
Rtg klatki piersiowej terapii resynchronizującej z dwukomorową stymulacją (CRT-D) u pacjenta z kardiomiopatią rozstrzeniową po wymianie zastawki mitralnej. Elektrody to: elektroda przedsionkowa w prawym przedsionku z dodatkową funkcją defibrylacji, elektroda prawokomorowa w koniuszku prawej komory serca z dodatkową funkcją defibrylacji, elektroda lewokomorowa przez zatokę wieńcową

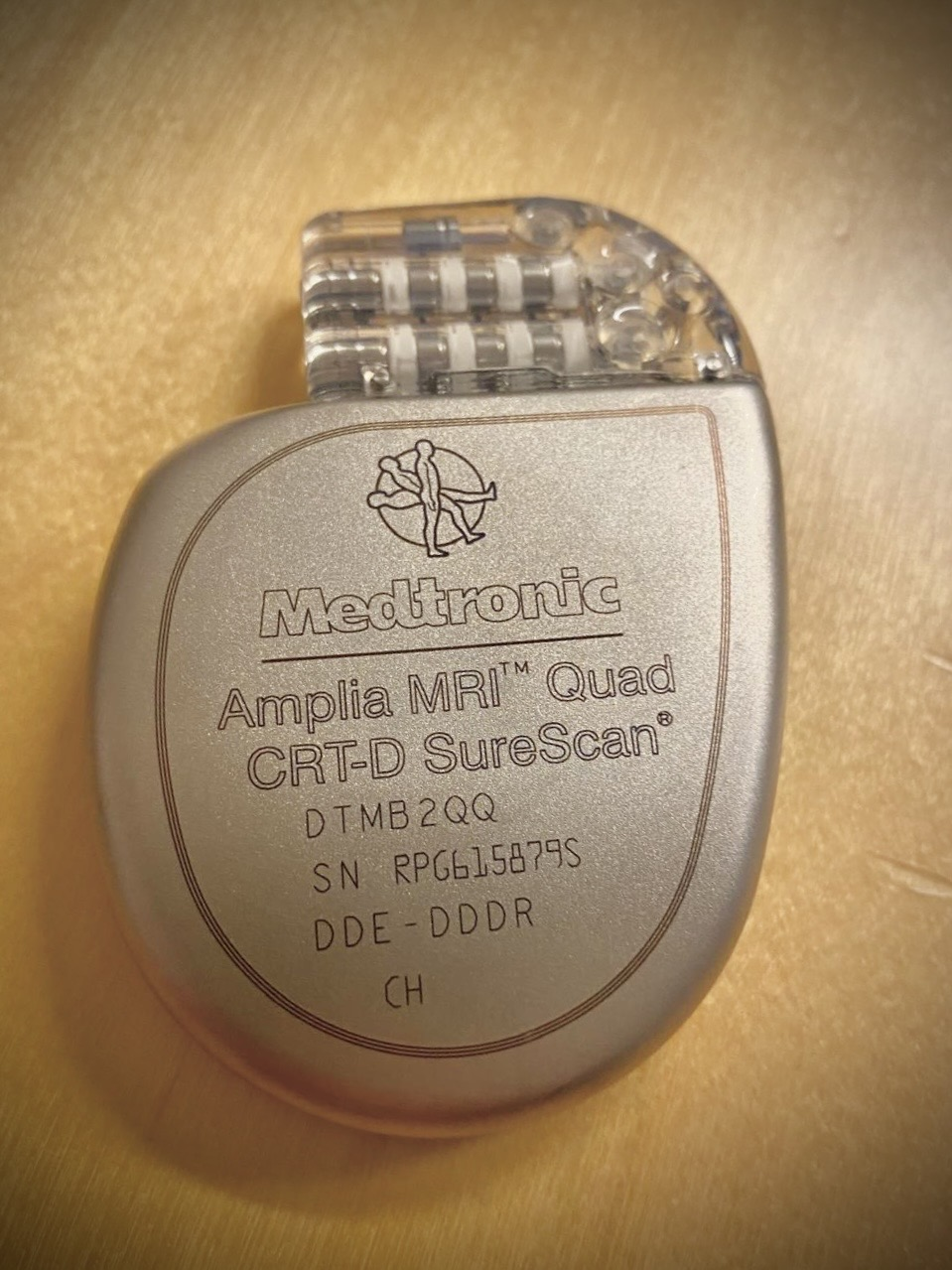
CRT - D (z wbudowanym defibrylatorem)

Terapia resynchronizująca (stymulacja resynchronizująca, stymulacja dwukomorowa, CRT, (z ang. cardiac resynchronization therapy)) – zalecana metoda leczenia zaawansowanej niewydolności serca, polegająca na wprowadzeniu do prawego przedsionka, do prawej komory serca i w okolicę bocznej ściany lewej komory serca przez (zatokę wieńcową z wykorzystaniem jednej z uchodzących do niej żył) elektrod w celu prowadzenia kardiostymulacji obu komór serca do koordynacji funkcji lewej i prawej komory za pomocą rozrusznika serca. W wybranych przypadkach możliwe jest też prowadzenie kardiostymulacji wyłącznie lewej komory serca.
W zaawansowanej niewydolności serca dochodzi do zaburzenia pobudzenia mięśnia lewej komory (tzn. dyssynchronii skurczu). Dyssynchronia skurczu lewej komory polega na tym, że przegroda międzykomorowa jest pobudzana wcześniej niż boczna ściana lewej komory, co utrudnia jej napełnianie w czasie rozkurczu serca. W efekcie dochodzi do zmniejszenia objętości wyrzutowej. CRT jest wskazany u pacjentów z niską frakcją wyrzutową (zwykle <35%) wskazującą na niewydolność serca, u których aktywność elektryczna została osłabiona. W badaniu EKG temu zjawisku towarzyszy poszerzenie zespołu QRS z wydłużonym czasem trwania zespołu QRS do >120 ms, za które może być odpowiedzialny m.in. blok lewej odnogi pęczka Hisa. Wszczepienie elektrod do komór odbywa się w znieczuleniu miejscowym, z dostępem do komór najczęściej przez żyłę podobojczykową. Dostęp do prawej komory jest bezpośredni, podczas gdy dostęp do lewej komory odbywa się przez zatokę wieńcową przez jedną z uchodzących do niej żył. Urządzenie jest umieszczane w kieszeni podskórnej w ścianie klatki piersiowej, wybór lewej lub prawej strony ściany klatki piersiowej zależy głównie od lateralizacji pacjenta (u praworęcznych najczęściej po stronie lewej) lub lokalizacji wcześniej istniejącego urządzenia. Urządzenie jest podobne do tradycyjnego rozrusznika serca i posiada gniazda do podłączenia elektrod.
Wskazaniem do wszczepienia rozrusznika do stymulacji dwukomorowej w połączeniu z funkcją wszczepialnego kardiowertera-defibrylatora chorym jest objawowa niewydolność krążenia z frakcją wyrzutową ≤35%, z zespołem QRS ≥120 ms z towarzyszącym blokiem lewej odnogi pęczka Hisa, mimo optymalnego leczenia farmakologicznego w celu zmniejszenia stopnia niewydolności krążenia, zachorowalności i śmiertelności. Ryzyko zagrażających życiu szybkich zaburzeń rytmu serca zwiększa się w przypadku niewydolności serca i z tego powodu w terapii resynchronizującej często stosuje się systemy skojarzone z defibrylatorem (ICD). Defibrylator wykrywa niebezpieczne zaburzenia rytmu serca za pomocą elektrod i może je przerwać, wyzwalając elektryczny impuls, który przywraca prawidłowy rytm. Zmniejsza to ryzyko nagłej śmierci sercowej.
Zastosowanie terapii resynchronizującej u chorych z zaawansowaną niewydolnością serca ma korzystny wpływ na klasę NYHA, wydolność fizyczną i jakość życia.
Wytyczne Europejskiego Towarzystwa Kardiologicznego (ESC) z 2007 potwierdzają wartość dwukomorowej terapii resynchronizującej w leczeniu chorych z zaawansowaną niewydolnością serca (klasa NYHA III/IV) w celu zmniejszenia objawów chorobowych i śmiertelności.
Pacjenci z zaawansowaną niewydolnością serca, u których objawy są oporne na konwencjonalne leczenie farmakologiczne i terapię urządzeniami elektrycznymi (CRT), mogą odnieść korzyści z zastosowania terapii urządzeniem wspomagającym pracę lewej komory serca (LVAD). W przełomowym badaniu Randomized Evaluation Of Mechanical Assistance For The Treatment Of Congestive Heart Failure (REMATCH) najbardziej marginalni pacjenci z niewydolnością serca, niekwalifikujący się do przeszczepu serca, byli leczeni za pomocą wszczepienia LVAD z uzyskaniem korzystnych wyników.